# Žábronoš skvrnitý
Žábronoš skvrnitý (Necturus maculosus) je ocasatý, neotenický obojživelník podržující si po celý život, jako všichni příslušníci čeledě macarátovitých, vnější žábry. Tento sladkovodní druh neopouštějící vodu je rozšířen v jihovýchodní Kanadě (Manitoba, Ontario, Québec) a ve velké části Spojených států (Alabama, Arkansas, Georgie, Illinois, Indiana, Iowa, Jižní Dakota, Kentucky, Louisiana, Michigan, Minnesota, Mississippi, Missouri, New York, Ohio, Oklahoma, Pensylvánie, Severní Dakota, Tennessee, Virginie, Wisconsin, Západní Virginie).

## Životní prostředí
Žije v jezerech, rybnících, řekách i nevysychajících potocích na místech, kde přes den nalézá úkryt pod kořeny, kameny nebo v rostoucích travinách. V létě se vyskytuje v mělké vodě v blízkosti břehu, v zimě byl zjištěn až 30 m hluboko. Nežije v přímořských oblastech, je ryze sladkovodní živočich.

## Popis
Obě pohlaví jsou si vzhledově velmi podobní, dosahují délky 20 až 33 cm. Jako pozůstatek nedokončeného larválního vývoje si po celý život uchovávají tři červenožlutě zbarvené vnější žábry umístěné po obou stranách hlavy, ocas a schopnost regenerovat poškozené nebo ztracené končetiny. Jedinci žijící ve studené, proudící vodě s větším obsahem kyslíku mají žábry kratší, než ti žijící ve vodě stojaté, na kyslík chudé.
Základní zbarvení hladké kůže je šedé nebo rezavě hnědé až téměř černé, na zádech mají různý počet nepravidelných modročerných nebo černých skvrn, na břiše jsou bělavě šedí a někdy tam mají podobné skvrny. Hlavu mají plochou a krátký, bočně stlačený ocas uzpůsobený pro plavání. Na každé ze čtyř krátkých, silných končetin jsou čtyři prsty. Mají ostré zuby které jim slouží k lapaní potravy.
Na povrchu těla mají smyslové orgány detekující pohyb voda a změnu jejího tlaku, to jim napomáhá vyhnout se dravcům. Oči jsou malé, rozlišují jen změnu světla, Naopak mají velmi dobrý čich, kterým vyhledávají potravu a sexuálního partnera, s kterým komunikují také chemickými podněty. Dýchat mohou pomocí pérovitých vnějších žáber nebo skrz kůži a tak přežijí ve vodách s minimem kyslíku.

## Chování
Tito plně vodní živočichové loví převážně v noci, v temné, travinami před sluncem zastíněné vodě mohou být aktivní i ve dne. Lezou buď po dně nebo plavou s pomoci ocasu. Jsou samotáři, s druhým pohlavím se stýkají jen pro páření. Jsou aktivní po celý rok, neupadají do spánku ani v zimě, kdy cestují do hlubších vod.

## Potrava
Jsou masožravci žeroucí různorodou potravu nacházející ve vodě. Hlavní součásti jídelníčku jsou raci, měkkýši, vodní hmyz, kroužkovci, různonožci, malé ryby a obojživelníci, jikry, různé larvy, leklé ryby a není u nich neobvyklý ani kanibalismus mláďat. Přestože mají zuby potravu netrhají ani nekoušou, polykají ji celou.

## Rozmnožování
Jsou to živočichové polygamní. K páření dochází v podzimním období, u jižních populací v zimě, na mělčině v ukrytu pod kořeny nebo kameny. Samec plave okolo samice a na ukončení "zásnub" vypustí asi 1 cm velký spermatofor, který samice vtáhne do kloaky a spermie uloží až do jara. Samice se páří každoročně.
Vlastní oplodnění samičích vajíček spermiemi je vnitřní a probíhá až na jaře v těle samice. Pak vyhrabe v mělké vodě skrytou hnízdní dutinu s otvorem ve směru proudu, do které na strop nalepí 60 až 120 žlutých vajíček velkých 5 mm a do vylíhnutí je hlídá. Po jednom až dvou měsících, doba závisí na teplotě vody, vyplavou larvy dlouhé 20 mm, které zůstávají v dutině ještě asi 6 týdnů, do doby spotřebování žloutkového vaku. Larvy s žábrami přežívají prvé roky zahrabané v detritu na dně, kde nacházejí potravu, jsou téměř černé a po obou stranách mají žlutý pás. Dospějí do pohlavní zralosti, do velikosti asi 20 cm za 4 až 6 let, tehdy jim dorostou nohy. Žábronoši skvrnití žijí více než 20 let.

## Ohrožení
Mezi hlavní predátory patří vodní hadi, dravé ryby, vydry i různí vodní ptáci. Lidé je obvykle neloví a náhodně chycené nekonzumují, přestože neobsahují žádné toxické látky. Pouze v chovných rybnících jsou pronásledování z přesvědčení, že snižuji počty rybího potěru. V současnosti je jejich populace stabilní, předpokládá se výskyt asi 10 000 jedinců, nejvíce je ohrožuje znečištění vody.

## Poznámka
Žábronoš skvrnitý je jediným hostitelem larvy sladkovodní škeble Simpsonaias ambigua z čeledi velevrubovitých. Ta v něm žije během svého larválního vývoje a po dokončení ho opustí. Vzájemný vztah mezi parazitem a hostitelem ještě není zcela prozkoumán, ale pravděpodobně žábronoše příliš nepoškozuje.